# ザビールクラシック
ザビールクラシック（Zabeel Classic）はニュージーランドのエラズリー競馬場で開催される芝2000メートルの競馬の競走である。グループ制ではG1に類される。出走条件は3歳以上馬。
毎年12月下旬か1月上旬に施行され、ニュージーランドの前半戦の中距離最強馬決定戦といった性格を持つ。幾度の名称変更を経て、2003年より同国の名種牡馬であるザビールを記念して、現在の名称になっている。

## 歴代優勝馬
- 2000年 - Rebel
- 2001年 - Zonda
- 2002年 - Giovana
- 2003年 - Hail
- 2004年 - Lashed
- 2005年 - St Reims
- 2005年 - Bazelle
- 2006年 - Mikki Street
- 2007年 - Sir Slick
- 2008年 - Gallions Reach
- 2009年 - Vosne Romanee
- 2010年 - Booming
- 2011年 - Shez Sinsational
- 2012年 - Veyron
- 2013年 - Historian
- 2014年 - Soriano[1]
- 2015年 - Kawi[2]
- 2016年 - Consensus[3]
- 2017年 - Authentic Paddy[4]
- 2018年 - Danzdanzdance[5]
- 2019年 - True Enough[6]
- 2020年 - Concert Hall[7]
- 2021年 - Tiptronic
- 2022年 - Defibrillate[8]
- 2023年 - Campionessa[9]
- 2024年 - Snazzytavi[10]

2005年は1月と12月の2度施行されている。